# دورگلی

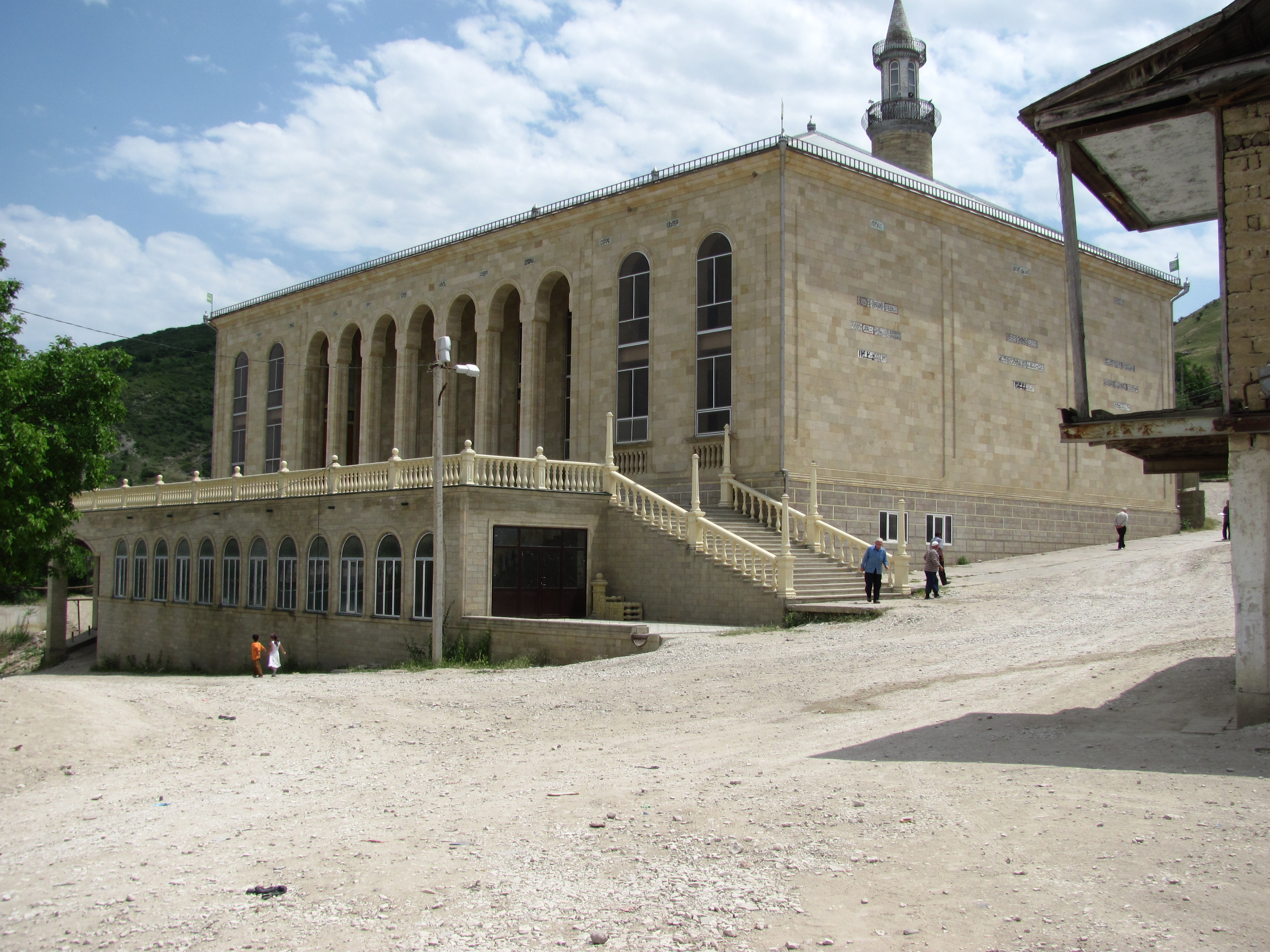
دورگلی

دورگلی (به لاتین: Dorgeli) یک منطقهٔ مسکونی در روسیه است که در شهرستان قره‌بودوخ‌کنتسکی واقع شده‌است.